# Amazon マシンイメージ
Amazon マシンイメージ (AMI)はAmazon Elastic Compute Cloud (EC2)内に仮想マシンを作るために使われる仮想アプライアンスの特別版。EC2を使用して配信されるサービスの展開の基本単位として機能する。

## コンテンツ
すべての仮想アプライアンスと同様に、AMIの主なコンポーネントは、オペレーティングシステム（Linux、Unix、Windowsなど）と、サービスまたはその一部を提供するために必要な追加ソフトウェアを含む読み取り専用のファイルシステムイメージである。
AMIファイルシステムは圧縮され、暗号化され、署名され、一連の10MBチャンクに分割された上でAmazon S3にアップロードされて保存される。XMLマニフェストファイルは、名前、バージョン、アーキテクチャ、デフォルトのカーネルID、解読キー及び全てのファイルシステムチャンクのダイジェストを含む、AMIに関する情報を格納する。
AMIにはカーネルイメージは含まれておらず、Amazonとそのパートナー（レッドハット、カノニカル、マイクロソフトなど）によって管理されている安全なカーネルの承認済みリストから選択できる、デフォルトのカーネルIDへのポインタのみである。 ユーザーは、AMIを起動するときにデフォルト以外のカーネルを選択できる可能性がある。

## オペレーティングシステム
2006年8月にEC2サービスが開始された時、Linuxと、その後にサン・マイクロシステムズのOpenSolarisとSolaris Express Community Editionも提供した。2008年10月に、EC2はWindows Server 2003とWindows Server 2008 オペレーティングシステムを利用可能なOSリストに追加した。2010年12月時点でFreeBSDを実行することも報告されている。2011年3月、NetBSD AMIが利用可能になった。2012年11月にはWindows Server 2012のサポートが追加された。

### Amazon Linux AMI
AmazonはRed Hat Enterprise Linuxに基づく、自社のLinuxディストリビューションを持っている。このオファリングは2011年9月からの生産で、2010年から開発中 である。最新のリリースはversion 2017.03でありLinuxカーネルのバージョン4.9などを使用している。

## イメージの種類
- パブリック: 誰でも利用できるAMIイメージ。
- ペイド: Amazon DevPayに登録された有料AMIイメージで購読すれば誰でも利用できる。DevPayでは開発者はAmazonの使用料を値上げしたり月額購読料を追加したりできる。
- 共有: 開発者によってアクセスが許可されたAmazon EC2ユーザーのみ使用できるプライベートなAMI。